# Jean Jouvenel
Jean Jouvenel († 1. April 1431 in Poitiers) war ein französischer Jurist. Er stammte aus Troyes, wo er Anwalt war, später gehörte er dem Parlement de Paris an.

## Leben
Jean Jouvenel heiratete Michèle de Vitry, mit der er 16 Kinder hatte, welche er in alteingesessene Familien verheiratete, wodurch er ein Netzwerk knüpfte, das ihn in die höchsten Pariser Kreise führte.
König Karl VI. ernannte ihn 1389 zum Garde de la prévoté des marchands. In dieser Funktion organisierte er nach und nach die Wiederherstellung der Privilegien der Stadt Paris, die nach dem Aufstand der Maillotins abgeschafft worden waren.
Er wurde zum Ritter (Chevalier) ernannt, wurde 1400 Advokat des Königs im Parlement, 1413 Kanzler des Dauphins Ludwig († 1415), 1417 Präsident der Steuerhofs (Cour des Aides), 1418 der für Bittgesuche zuständige Maître des requêtes im Parlement von Poitiers, 1420 Präsident des Parlements von Poitiers, sowie im gleichen Jahr zeitweise Präsident des Parlement von Toulouse.
Das Grabmal von Jean Jouvenel und Michèle de Vitry ist das wichtigste erhaltene Grabmonument in der Kathedrale Notre-Dame: Es zeigt beide auf der Grabplatte kniend, sie hinter ihm. Der Louvre besitzt zudem das von Jean Jouvenel der Kathedrale geschenkte Altarretabel, das ihn mit seiner Ehefrau sowie seinen elf überlebenden Kindern zeigt.
Jean Jouvenels Sohn Jean latinisierte seinen Familiennamen und ergänzte ihn mit der Behauptung, mit der römischen Familie der Orsini verwandt zu sein, zu Juvénal des Ursins.
Kinder Jean Jouvenels und Michèle de Vitrys waren neben anderen:
- Jean Juvénal des Ursins (1388–1473), 1432 Bischof von Beauvais, 1444 Bischof von Laon, 1449 Erzbischof von Reims
- Guillaume Juvénal des Ursins (1400–1472), 1445–1461 und 1465–1472 Kanzler von Frankreich
- Michel Juvénal des Ursins (1408–1471)
- Jacques Juvénal des Ursins (1410–1457), 1444 Erzbischof von Reims, Patriarch von Antiochia

| Personendaten    | Personendaten        |
| ---------------- | -------------------- |
| NAME             | Jouvenel, Jean       |
| KURZBESCHREIBUNG | französischer Jurist |
| GEBURTSDATUM     | 14. Jahrhundert      |
| STERBEDATUM      | 1. April 1431        |
| STERBEORT        | Poitiers             |